# Mazippa
Mazippa est un chef berbère révolté contre l'Empire romain au début du Ier siècle. Il est connu dans un court passage des Annales de Tacite, pour sa participation à la révolte de Tacfarinas, entre 17 et 24 apr. J.-C. Il appartenait à la tribu indigène des Mauri, qui occupait la Maurétanie tingitane (actuel Maroc).
Mazippa était spécialiste des coups de main de petites unités montées.
En 17 apr. J.-C., alors qu'il était probablement en révolte contre le roi Juba II de Maurétanie, il s'allie avec le déserteur de l'armée romaine, devenu chef des Musulames, Tacfarinas, qui était en rébellion dans ce qui est aujourd'hui l'Algérie et la Tunisie. Tacite précise dans un court passage le rôle de Mazippa dans la révolte : « Tacfarinas se chargea de tenir dans des camps et d’habituer à l’obéissance et à la discipline les hommes d’élite, armés à la romaine, tandis que Mazippa, avec les troupes légères, porterait partout l’incendie, le carnage et la terreur ».
Ainsi, Mazippa, Tacfarinas, des Musulames et les Cinithii de la région de l'Arad s'allièrent dans une révolte contre les Romains.
La révolte est finalement mâtée avec la mort de Tacfarinas en 24 apr. J.-C., le destin de Mazippa est inconnu.